# Arnés (guarnición)

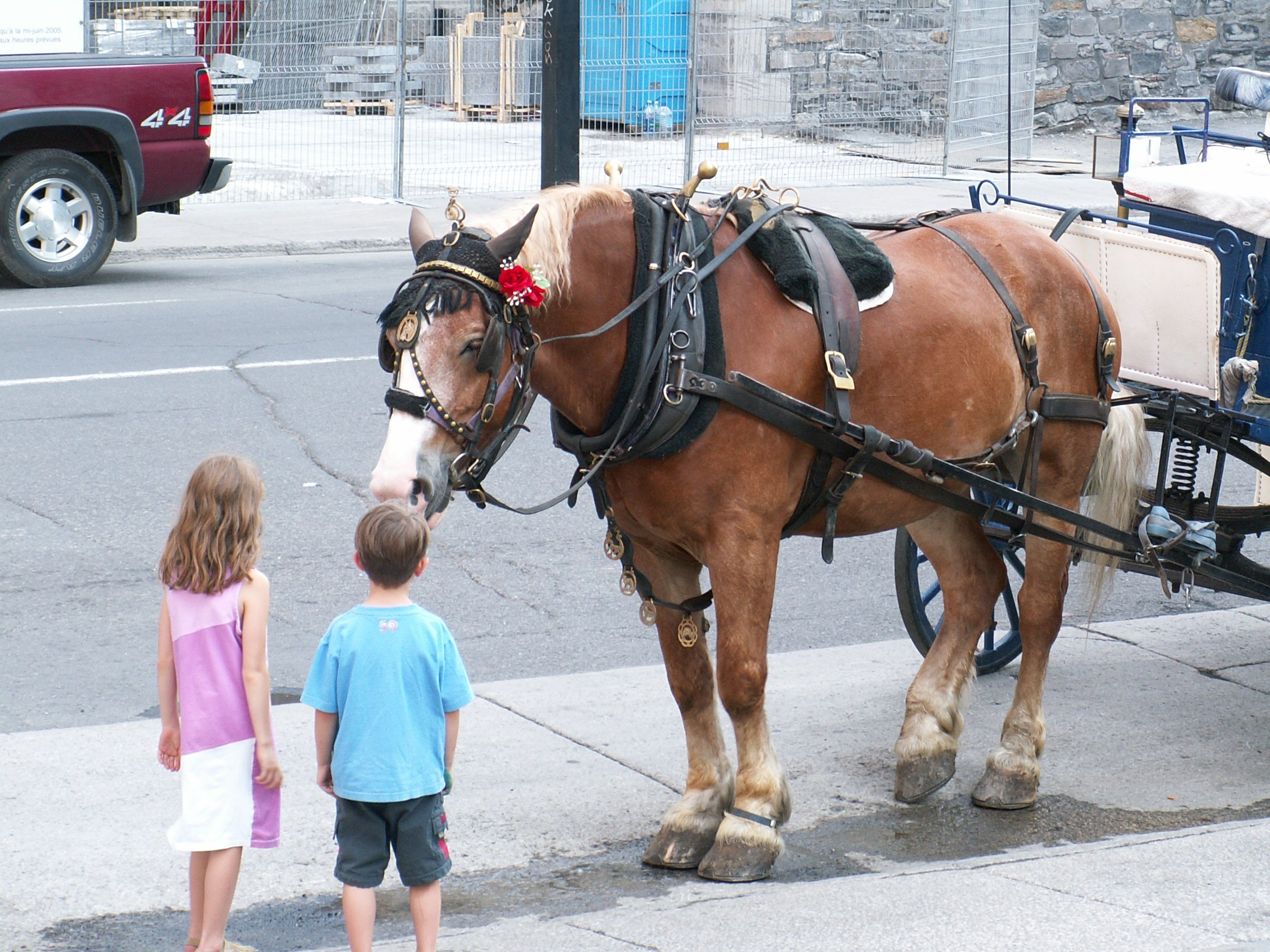
Caballo con arneses

Se llama arneses al conjunto de adornos, hebillas o arreos que se pone a los caballos de montar y a las caballerías de tiro y de carga.
También se llama así al cuarto destinado a guardar los arneses de las caballerizas, denominándose el del palacio real guadarnés.
Antiguamente, se distinguían los siguientes tipos de arneses:
- Arnés de seguir. El que servía para combatir con lanza.
- Arnés tranzado. El que estaba atado con trenzas de cordones o recortado por alguna parte.

## Historia
En el siglo IV a. C., aproximadamente, aparece un yugo colocado en el pecho de un caballo con unas correas que lo unen a las varas de un carro. Los chinos sustituyeron el yugo rígido por una tira de cuero («arnés de tirante»). De esta manera el peso de la carga descansaba sobre el pecho y las clavículas del animal. Hacia el siglo VIII el arnés de tirante llegó a Occidente.